# Bets Frijling-Schreuder
Elisabeth Catharina Margaretha (Bets) Frijling-Schreuder (Amsterdam, 31 augustus 1908 – Amsterdam, 30 april 2003) was een Nederlandse hoogleraar in de kinderpsychiatrie aan de Universiteit van Amsterdam.

## Biografie
Bets Frijling-Schreuder werd geboren in 1908 te Amsterdam. Ze voltooide in 1933 haar studie geneeskunde aan de Universiteit van Amsterdam. Op 26 mei 1955 promoveerde ze bij professor Arie Querido op de preventie van neurotische gezinsrelaties.
In de jaren tussen haar afstuderen en haar promotie, publiceerde Bets Frijling haar enige novelle Veenkolonialen. Zij schreef dit boek toen zij samen met haar echtgenoot Albert René Frijling enkele jaren het Drentse Gasselternijveen woonde. Haar werk  vertelt het verhaal van een jonge vrouw (Annechien), die zich tijdens de Crisis aan haar sombere bestaan in de veenkoloniën probeert te ontworstelen.
Eind jaren veertig werd ze hoofd van de kliniek voor kinderpsychologie aan de Vondelstraat, onderdeel van de Universiteit van Amsterdam.
Op 23 september 1964 benoemde de Universiteit van Amsterdam Bets Frijling-Schreuder tot hoogleraar in de kinderpsychiatrie. Daarmee bekleedde zij als eerste deze leerstoel. Als kinderpsychiater keek zij onder andere ook naar het gedrag van de kinderen. Dit was een nieuwe manier van werken, die haar generatie kinderpsychiaters voor het eerst toepaste. Ze wees het idee af dat er altijd één aanwijsbare oorzaak is voor psychiatrische aandoeningen bij kinderen. Ze liet zich vaak stellig uit als het om de opvoeding van kinderen ging. Zo zei ze in een interview in 1973: Fouten bij het opvoeden worden veelvuldig gemaakt, (…) maar daar kunnen kinderen wel tegen. Als de relatie met de ouders maar goed is. Een kind hecht veel meer aan veiligheid, genegenheid, dan aan foutloze ouders, die onfeilbaar zijn en altijd gelijk hebben. Fouten gaan pas nadelig werken als ze voortdurend worden gemaakt: systematisch extreem verwennen of extreem streng aanpakken.
In 1974 werd zij op eigen verzoek uit haar ambt ontheven. Tijdens haar loopbaan zag ze vele kinderen. Na haar aftreden begeleidde zij nog jarenlang jongere collega’s.

## Publicaties
- Frijling-Schreuder, Elisabeth C. M. (1970): On Individual Supervision. In: International Psycho-Analysis 51, p. 363–370.
- Frijling-Schreuder, Elisabeth C. M. (1976): Bemerkungen zur Supervision. In: Psyche 30 (2), S. 125–145.